# Sentenced
Sentenced var et doom / gothic metal-band fra Oulu i Finland, som blev dannet i 1989 og gik i opløsning i 2005.

## Medlemmer

### Endelige medlemsopstilling line-up
- Ville Laihiala – Vokal (1996-2005)
- Miika Tenkula – Guitar (1989-2005)
- Sami Lopakka – Guitar (1989-2005)
- Sami Kukkohovi – Bas (1996-2005)
- Vesa Ranta – Trommer (1989-2005)

### Tidligere medlemmer
- Lari Kylmänen – Bas (1989-1991)
- Taneli Jarva – Bas og vokal (1991-1996)

### Midlertidige medlemmer
- Niko Karppinen – Bas (live) (1995-1996)
- Tarmo Kanerva – Trommer (sommer 1999)
- Marco Sneck – Keyboard

### Specielle gæster
- Vorphalack – Bagvokal (1996)

## Diskografi
| - Shadows of the Past (1991) - North from Here (1993) - Amok (1995) - Down (1996) - Frozen (1998) - Crimson (2000) - The Cold White Light (2002) - The Funeral Album (2005) - The Trooper (1993) - Love & Death (1995) - Buried Alive (2 discs, 2006) - Buried Alive (2 discs, 2006) - Killing Me Killing You (1999) - No One There (2002) - Routasydän (2003) - Ever-Frost (2005) | - Story: A Recollection (1997) - When Death Joins Us... (1990) - Rotting Ways to Misery (1991) - Journey to Pohjola (1992) - Demo 1994 (1994) - Cronology of Death (1991) - promo split MCD (2005) - Crimson (2007) - Down (2007) - Frozen (2007) - North From Here (2008) - Shadows Of The Past (2008) |